# Asón-Agüera
Asón-Agüera é uma comarca do norte de Espanha, na província e comunidade autónoma da Cantábria. Tem 561,3 km² de área e em 2021 tinha 15 337. Abarca as partes altas das bacias dos rios Agüera [es] e Asón [es]. A comarca atual é constituída pelos territórios históricos da Merindade de Vecio (Junta de Parayas, vilas de Laredo, Seña, Limpias e Vale de Guriezo) e dos vales de Soba, Ruesga e Villaverde. Este último é um enclave da Cantábria na Biscaia.
A comarca não tem estatuto administrativo, pois apesar de já existir uma lei para a divisão em comarcas da Cantábria desde 1999, esta ainda não foi regulamentada. Tradicionalmente considera-se que a sua capital é Ramales de la Victoria, embora a maior povoação seja Ampuero.
| Limites da comarca de Asón-Agüera  |                            |                      |
| Trasmiera                          | Trasmiera • Costa Oriental | Costa Oriental       |
| Vales Pasiegos                     |                            | Biscaia (País Basco) |
| Província de Burgos Castela e Leão | Província                  | Biscaia              |

| Municípios             | Municípios | Municípios       | Municípios           |
| Município              | Área (km²) | População (2021) | Densidade (hab./km²) |
| ---------------------- | ---------- | ---------------- | -------------------- |
| Ampuero                | 32,3       | 4 368            | 135,2                |
| Arredondo              | 46,8       | 470              | 10                   |
| Guriezo                | 74,3       | 2 410            | 32,4                 |
| Limpias                | 10,1       | 1 961            | 194,2                |
| Ramales de la Victoria | 33,0       | 2 902            | 87,9                 |
| Rasines                | 42,9       | 971              | 22,6                 |
| Ruesga                 | 88,0       | 826              | 9,4                  |
| Soba                   | 214,2      | 1 153            | 5,4                  |
| Valle de Villaverde    | 19,5       | 276              | 14,2                 |